# Savignac-Mona
Savignac-Mona é uma comuna francesa na região administrativa de Occitânia, no departamento de Gers. Estende-se por uma área de 6,87 km². Em 2010 a comuna tinha 140 habitantes (densidade: 20,4 hab./km²).